# ソーキ (レンタル会社)
株式会社ソーキは、「はかる（計る、図る、測る、量る）」道具に専門特化したレンタル事業会社。所在地は大阪府大阪市西区。

## 概要
計測器レンタル、システム商品レンタルなどを業務のメインに据えて各種計測機器のレンタル業務を行っている他、各種測距機材・システムの開発・サポートなども行っている。
計測機器事業
騒音、水質、ガス検知器などの各種計測機器の他、特定小電力トランシーバーなどの通信機器レンタルなども行っている。
システム事業
主に土木工事事業に関わる大規模・精密測定機器のレンタル業務を行っている。
SRSソリューション
- 3Dレーザースキャン&空間位置情報システム

## 開発機材・システム
遠隔・非接触型・橋梁変位計測システム DDシステム
レーザー距離計（DDセンサー）と階段状ターゲット（DDターゲット）を使用し、水平 - 鉛直方向の計測変位を能動的に計測することが可能で、測定に際し足場を必要としない。
2008年（平成20年）11月28日、国土交通省・新技術情報システム (NETIS) に登録、特許出願中。
小口径推進自動測量システム ジェッピー (Jeppy)
トータルステーションが使用できない直径 (⌀) 600 mm以下の小口径管推進工法の際に使用可能なカメラユニット付きの撮影システムである。
「小口径管推進工法の位置検知 Jeppy」の技術解説。
トンネル計測・3Dスキャナーシステム SURPHASER
トンネル施工時の内部を140万点 - 7億点のポイント計測可能な高精度表面スキャナで計測、計測結果を専用の3D表示ソフトで解析・3Dグラフィック表示するシステム。
トンネル施工 計測・マーキングシステム トップランシステム（TopLun System）
トンネル施工に必要な内空変位・地表面沈下計測など8種以上の現場での測量結果を入力・解析し、現場と事務所をローカルエリアネットワーク (LAN) で結べるデータ管理システム。
路面変位計測システム ロードマン
非光学トータルステーションを応用した計測システムでさまざまな現場の路面変状の計測に使用されているリアルタイム変位計測システムで、従来人力で行われていた作業を不要にした。計測データは無線LANまたはインターネットで遠隔地のPCへ送信可能。

## 沿革
- 1986年（昭和61年） 4月、創紀商会創業。
- 1989年（平成元年）
  - 4月、法人に改組。
  - 11月、東京営業所を開設。
- 1995年（平成7年） 8月、本社を現在地に移転。
- 2000年（平成12年）12月、ISO9002認証取得。
- 2001年（平成13年）11月、東北営業所を開設。
- 2003年（平成15年）
  - 1月、九州営業所を開設。
  - 11月、ISO9001認証取得。
- 2006年（平成18年） 2月、北海道営業所を開設。
- 2007年（平成19年） 6月、中部営業所を開設。
- 2008年（平成20年） 5月、東京支店・大阪支店を設置。